# حادثة الطعن في ليون 2019
في 31 أغسطس 2019، تعرض تسعة أشخاص للطعن على يد طالب لجوء أفغاني. توفي أحد الضحايا، ولا يزال اثنان في المستشفى. وقع الهجوم خارج محطة المترو بليون في فرنسا. لا تحقق الشرطة في الهجوم باعتباره إرهابًا، لكنها ذكرت أنه مسلم سمع أصواتًا تشوه الله. كما تذكر العديد من الشهود المهاجم وهو يهتف بالكلمات الدينية.
منع تدخل سائق الحافلة المهاجم من دخول المترو وهو ما أوقف المجزرة.

## الضحايا
قُتل مراهق في التاسعة عشرة من عمره، وقد جُرح ثمانية على أيدي المهاجم.